# 卡勒环形山
卡勒环形山（Karrer）是位于月球背面南半部一座古老的大撞击坑，约形成于39.2-38.5亿年前的酒海纪，其名称取自法裔瑞士籍数学家暨化学家，1937年诺贝尔化学奖得主保罗·卡勒（1889年-1971年），1979年被国际天文学联合会批准接受。

## 描述

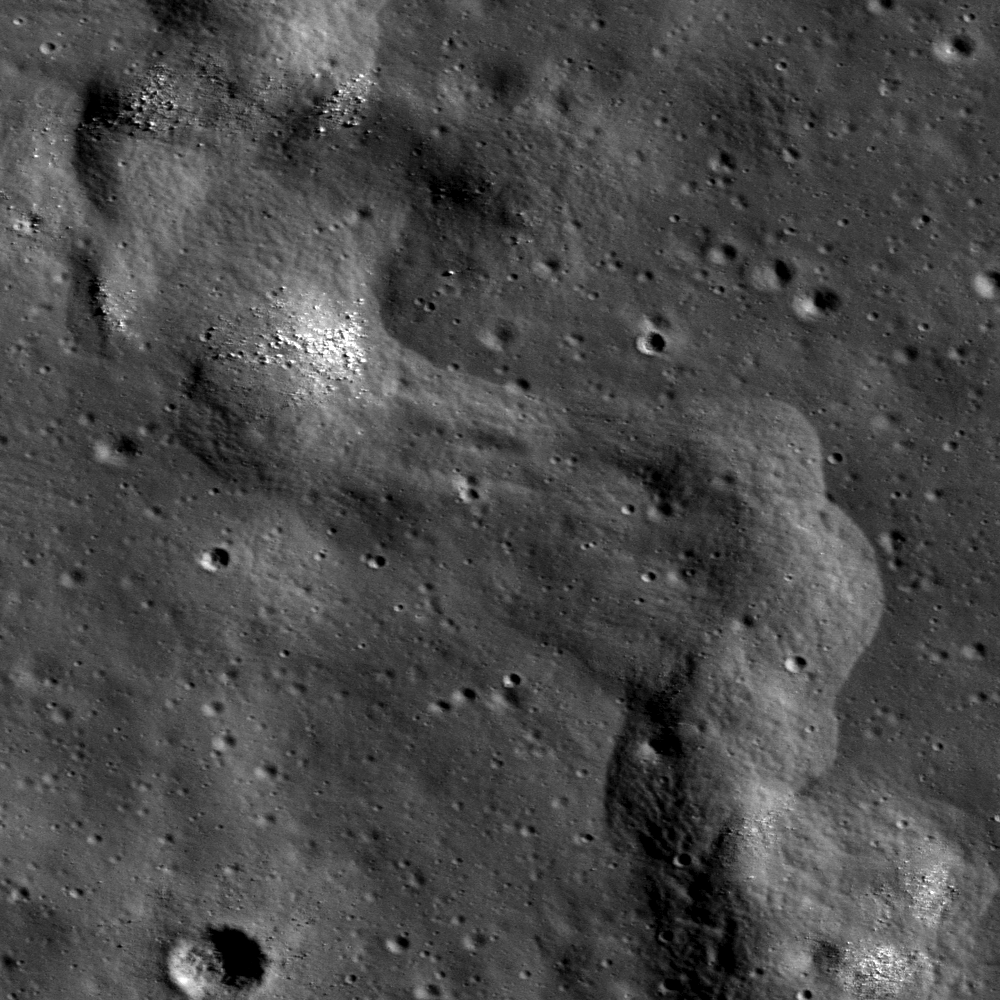
卡勒环形山坑内的熔岩坡地，月球勘测轨道飞行器拍摄的分辨率为64厘米/像素照片

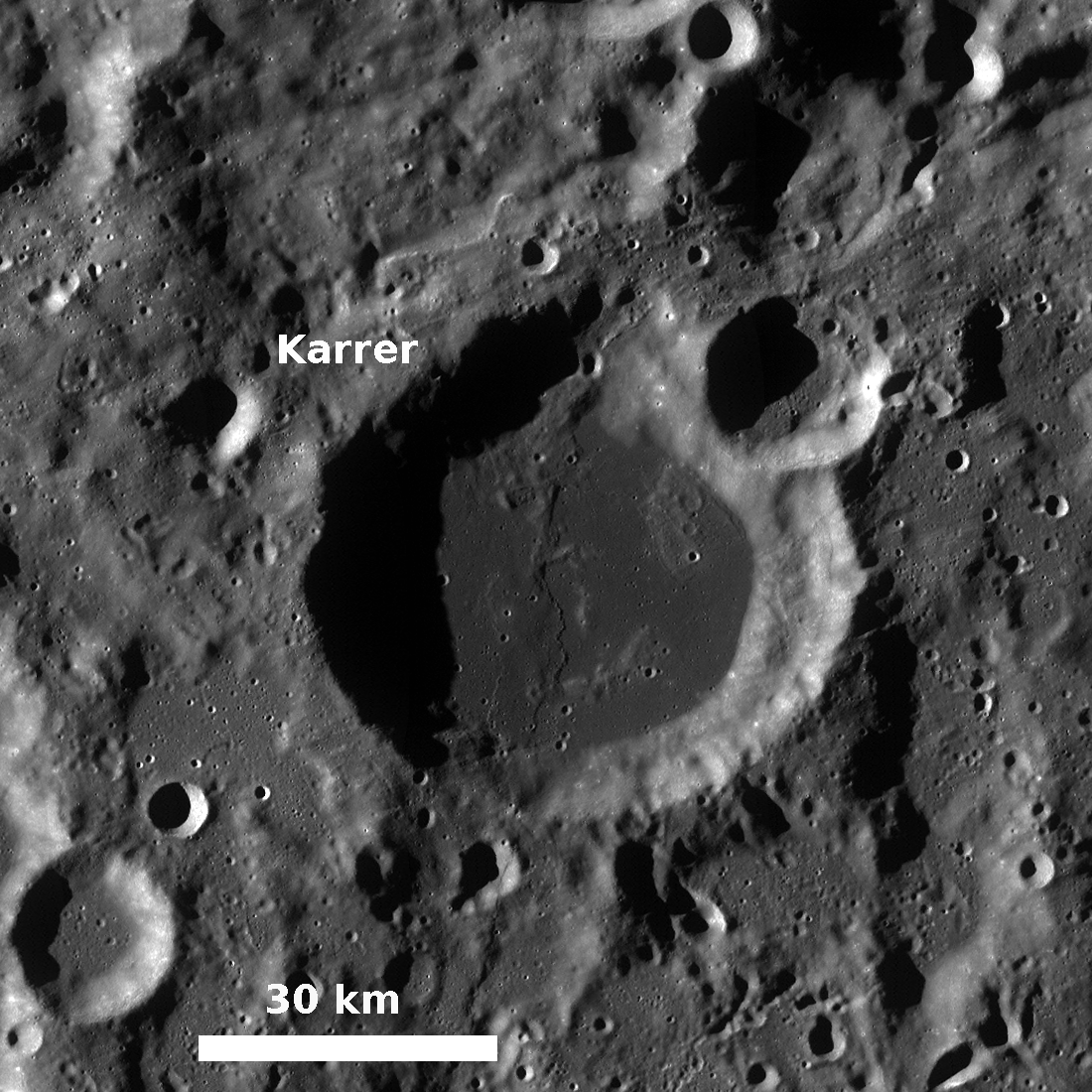
月球勘测轨道飞行器拍摄

该陨坑西侧毗邻巴尔代环形山和科里环形山、东北偏北靠近里德尔陨石坑，蒂林陨石坑位于它的东面，东南及西南偏南分别坐落原斐索环形山和闵科夫斯基环形山。该陨坑中心月面坐标为52°04′S 142°17′W / 52.06°S 142.28°W，直径55.56公里，深度约2.42公里。
卡勒环形山外观轮廓接近圆状，但东北侧被一座重叠其上的更小陨石坑打破。陨坑坑壁已部分磨损，尤其是北侧靠近小陨坑的部分，平坦的内壁反照率则与周边地形相一致。该环形山坑壁最大高出周边地形1170米，内部容积约2553立方千米。坑内已被低反照率的玄武岩熔岩淹没、抚平，幽暗的坑底与周边背景地形反差鲜明，成为了它的一个突出特征。坑底表面叶状般分布有一片因熔岩凝固、收缩形成的陡坡地，向西南穿过坑底中部和坑壁，一直延伸至周边高地上。

## 其它来源
- Andersson, L. E.; Whitaker, E. A. . NASA RP-1097. 1982.
- Blue, Jennifer. . USGS. July 25, 2007  [2007-08-05]. （原始内容存档于2012-04-08）.
- Bussey, B.; Spudis, P. . New York: Cambridge University Press. 2004. ISBN 978-0-521-81528-4.
- Cocks, Elijah E.; Cocks, Josiah C. . Tudor Publishers. 1995. ISBN 978-0-936389-27-1.
- McDowell, Jonathan. . Jonathan's Space Report. July 15, 2007  [2007-10-24]. （原始内容存档于2012-05-26）.
- Menzel, D. H.; Minnaert, M.; Levin, B.; Dollfus, A.; Bell, B. . Space Science Reviews. 1971, 12 (2): 136–186. Bibcode:1971SSRv...12..136M. doi:10.1007/BF00171763.
- Moore, Patrick. . Sterling Publishing Co. 2001. ISBN 978-0-304-35469-6.
- Price, Fred W. . Cambridge University Press. 1988. ISBN 978-0-521-33500-3.
- Rükl, Antonín. . Kalmbach Books. 1990. ISBN 978-0-913135-17-4.
- Webb, Rev. T. W.  6th revised. Dover. 1962. ISBN 978-0-486-20917-3.
- Whitaker, Ewen A. . Cambridge University Press. 1999. ISBN 978-0-521-62248-6.
- Wlasuk, Peter T. . Springer. 2000. ISBN 978-1-85233-193-1.